# Tomáš Pilík
Tomáš Pilík (Příbram, 20. prosinca 1988.) češki je nogometaš, koji trenutačno igra za nogometni klub 1. FK Příbram. Igra na poziciji veznog igrača.

## Igračka karijera

### 1. FK Příbram
S 15 godina i 343 dana, Pilík je prvi puta nastupio u 1. Ligi u dresu 1. FK Příbrama, na utakmici protiv kluba FK Chmel Blšany. Time je postao drugi najmlađi igrač u povijesti 1. Lige, iza Pavela Mezlíka.
U kolovozu 2005., u pobjedi svoga kluba nad Zbrojovkom iz Brna 2:1, Pilík je zabio pogodak sa svega 16 godina starosti, i time postao najmlađi strijelac 1. Lige u njezinoj povijesti do tada.

### FC Banik Ostrava
1. srpnja 2010. potpisao je ugovor na jednu sezonu (2010./2011.) s Baníkom iz iz Ostrave, za 250.000 eura.
No, već u prosincu iste godine, točnije 31. prosinca 2010. potpisao je ugovor s 1. FK Příbramom, u kojem ostaje naredne četiri sezone.

## Vanjske poveznice
- Statistika u 1. Ligi na stranicama fotbal.idnes.cz